# Брайичевичи
Брайичевичи (серб. Брајићевићи / Brajićevići) — село в общине Гацко Республики Сербской Боснии и Герцеговины. В настоящее время село необитаемо.